# 2018-as bajorországi tartományi választás
|             |                                  |                                   |                                         |
| Listavezető | Markus Söder                     | Katharina Schulze Ludwig Hartmann | Hubert Aiwanger                         |
| ----------- | -------------------------------- | --------------------------------- | --------------------------------------- |
| Párt neve   | Bajor Keresztényszociális Unió   | Zöldek                            | Szabadválasztók Bajorországi Szövetsége |
| Eredmények  | 5 046 081 37,2%                  | 2 392 356 17,6%                   | 1 572 792 11,6%                         |
| Mandátumok  | Bajor Tartományi Gyűlés:85 / 205 | Bajor Tartományi Gyűlés:38 / 205  | Bajor Tartományi Gyűlés:27 / 205        |

A 2018-as bajorországi tartományi választást 2018. október 14-én tartották. A bajor tartományi gyűlés (németül Bayerischer Landtag) 205 tagját választották meg.
A választás, és a röviddel utána következő 
hesseni tartományi választás elemzők szerint komoly hatással lehet a német országos belpolitikára is, mivel Angela Merkel kancellár koalíciójának tagjai – a Bajor Keresztényszociális Unió (CSU), a Kereszténydemokrata Unió (CDU) és a Szociáldemokrata Párt (SPD) – a közvélemény-kutatások szerint jelentősen meggyengültek.

## Választási rendszer
A hét bajor kormányzati kerület mindegyike egy választókerület (Wahlkreis). A választási rendszer ezeknek a szintjén arányos, tartományi szintű kompenzáció nincs. A körzetek fel vannak osztva alválasztókerületekre (Stimmkreis), amelyek mindegyike egyszerű többségi szavazással egy-egy képviselőt közvetlenül küldhet a tartományi parlamentbe (Landtag). Listán is választanak képviselőket, ezért az induló pártok minden kerületben egy-egy képviselőjelölti listát állítanak. A polgárok második szavazatukkal a listák közül választanak. A szabály, hogy nem lehet több alválasztókerület, mint az adott választókerületnek járó mandátumok fele, plusz 1. Például ha 19 összesen mandátum jár a kerületben, akkor nem lehet több, mint 11 alválasztókerülete. Összesen 180 mandátumot osztanak ki.
| Kerület           | Közvetlen mandátumok száma | Listás mandátumok száma | Összesen | Térkép |
| ----------------- | -------------------------- | ----------------------- | -------- | ------ |
| Felső-Bajorország | 31                         | 30                      | 61       |        |
| Alsó-Bajorország  | 9                          | 9                       | 18       |        |
| Svábföld          | 13                         | 13                      | 26       |        |
| Felső-Pfalz       | 8                          | 8                       | 16       |        |
| Felső-Frankföld   | 8                          | 8                       | 16       |        |
| Közép-Frankföld   | 12                         | 12                      | 24       |        |
| Alsó-Frankföld    | 10                         | 9                       | 19       |        |
| Összesen          | 91                         | 89                      | 180      |        |

## A fő politikai pártok
A fő riválisok, a 2018-as választás előtti mandátumszámuk és előző százalékos választási eredményük. 
- Bajor Keresztényszociális Unió (CSU) - 101 (47,7 %)
- Németország Szociáldemokrata Pártja (SPD) - 42 (20,6 %)
- Szabadválasztók Bajorországi Szövetsége (Freie Wähler) - 17 (9 %)
- Szövetség ’90/Zöldek (Grüne) - 17 (8,6 %)
- Német Szabaddemokrata Párt (FDP) - 1 (3,3 %)
- Baloldali Párt (Németország) (Die Linke)
- Alternatíva Németországért (AfD)

A Függetlenek Bajorországi Szövetsége két mandátumot vesztett az előző választás óta, a Zöldek egyet, az FDP pedig egy mandátumhoz jutott azóta.

## A kampányból

### A kereszt-vita
2018-ban Markus Söder (CSU) kormánya törvénybe foglalta a Kreuzpflicht („keresztkötelezettség”) szabályt, amely szerint a középületek bejárata előtt egy keresztet kell elhelyezni. Söder azt kinyilvánította, hogy a kereszt ebben az esetben nem keresztény szimbólum, hanem a bajor kulturális identitás része.
Egyes megfigyelők véleménye szerint a Kreuzpflicht arra szolgált, hogy megállítsa a keresztényszocialista szavazók átáramlását az AfD pártba.
Horst Seehofer CSU-s szövetségi belügyminiszter szigorúbb bevándorlásellenes politikát vezetett be.

### A koalíció kérdése
A választás előtt a CSU-t vezető Thomas Kreuzer kijelentette, hogy pártja sem az AfD-vel, sem a zöldekkel nem lép koalícióra a szavazás után.

## Közvélemény-kutatások
A CSU előnye a 2016-os 30 százalék körüli szintről 20 százalék köré csökkent. 
| Közvéleménykutató       | A felmérés ideje   | Mintaméret | CSU   | SPD             | FW    | Zöldek | FDP  | Die Linke | AfD  | Mások | Előny |     |     |      |     |      |
| ----------------------- | ------------------ | ---------- | ----- | --------------- | ----- | ------ | ---- | --------- | ---- | ----- | ----- | --- | --- | ---- | --- | ---- |
| Közvéleménykutató       | A felmérés ideje   | Mintaméret | Civey | 2018. okt. 6–10 | 5,063 | 32,9   | 11,0 | 9,8       | 18,5 | Mások | Előny | 5,9 | 3,9 | 12,8 | 5,2 | 14,4 |
| Forschungsgruppe Wahlen | 2018. okt. 1–4     | 1,122      | 35    | 12              | 10    | 18     | 5,5  | 4,5       | 10   | 5     | 17    |     |     |      |     |      |
| Infratest dimap         | 2018. okt. 1-2.    | 1,002      | 33    | 11              | 11    | 18     | 6    | 4,5       | 10   | 6,5   | 15    |     |     |      |     |      |
| GMS                     | 2018. szept. 20-26 | 1,004      | 35    | 13              | 10    | 16     | 5    | 4         | 12   | 5     | 19    |     |     |      |     |      |
| INSA                    | 2018, szept. 21-25 | 1,064      | 34    | 11              | 10    | 17     | 6    | 4         | 14   | 4     | 17    |     |     |      |     |      |
| Civey                   | 2018, szept. 19-23 | 5,061      | 36    | 12              | 8,6   | 17,9   | 5    | 3,3       | 13,2 | 4     | 18,1  |     |     |      |     |      |
| Forschungsgruppe Wahlen | 2018, szept. 17-19 | 1,114      | 35    | 13              | 11    | 18     | 5    | 4         | 10   | 4     | 17    |     |     |      |     |      |
| Infratest dimap         | 2018, szept. 5-10  | 1,000      | 35    | 11              | 11    | 17     | 5    | 5         | 11   | 5     | 18    |     |     |      |     |      |
| GMS                     | 2018, szept. 4-10  | 1,006      | 36    | 12              | 7     | 16     | 6    | 4         | 14   | 5     | 20    |     |     |      |     |      |

## Eredmények

Az egyes választókörzetekben első helyezett pártok

A minden idők második legnagyobb részvételi arányát hozó választáson a CSU az 1950-es tartományi választás óta elért legrosszabb eredményét produkálta (37,2%). A másik németországi néppárt az SPD pedig történetek legrosszabb eredményét érte el (9,7%). Első alkalommal került be a tartományi parlamentbe  a szélsőjobboldali AfD (10,2%). A tartományi gyűlés második legnagyobb pártja a Zöld Párt lett (17,5%).
A előrejelzéseket a bajorországi eredmények alátámasztották. A CSU és az SPD is több, mint tíz százalékpontot veszített támogatottságából az előző választáshoz képest. (A CSU stratégiai szövetségese, a CDU Bajorországban nincs jelen.) A CSU, amely az elmúlt évtizedekben általában egyedül kormányozta Bajorországot, csak a szavazatok 37,2 %-át szerezte meg. A Szociáldemokraták támogatottsága 10 % alá süllyedt: 9,7 %-ot kaptak, és ezzel az ötödik helyre estek. A bevándorlásellenes Alternatíva Németországért (AfD), amely először indult a bajor tartományi választáson, mindjárt 10,2 %-ot szerzett. A választás másik nagy nyertesei a Zöldek voltak: 8,9 százalékpontot javítva 17,5 5-os eredményt értek el. A Szabadválasztók Bajorországi Szövetsége (Freie Wähler Bayern) nevű csoport az Afd-t megelőzve harmadik lett, 11,6 %-os eredménnyel, ami 2,6 százalékponttal többet jelent, mint az előző választáson. A Német Szabaddemokrata Párt (FDP), amely 2013-ban nem lépte át az 5 %-os Landtagba kerülési küszöböt, ezúttal sikerrel járt: 5,1 %-ot szerzett,

## Politikai következmények
| pártok                            | képvíselők |
| --------------------------------- | ---------- |
| Abszolút többség 103 képviselőtől |            |
| CSU – Grüne                       | 123        |
| CSU – FW                          | 112        |
| CSU – SPD                         | 107        |
| Képviselők összesen               | 205        |

Három héttel a bajor, és egy héttel az ugyancsak a kormánypártok gyengülését igazoló hesseni tartományi választás után Horst Seehofer, a CSU elnöke bejelentette pártja vezetőségi ülésén, hogy lemond a tíz éve birtokolt pártelnöki posztjáról, de megtartja 2018 márciusa óta birtokolt belügyminiszteri pozícióját a német szövetségi kormányban.